# Fabián Bordagaray
Fabián Ramón Bordagaray (Avellaneda, provincia de Buenos Aires, 15 de febrero de 1987) es un futbolista argentino. Juega de delantero y su equipo actual es Arsenal, de la Primera Nacional.

## Trayectoria
Debutó como titular por primera vez con Defensa y Justicia en la fecha 25 de la Primera B Nacional, segunda división de Argentina en 2008, en la victoria de su equipo 2 a 1 contra Tiro Federal, convirtiendo él los dos goles.
Rápidamente, pasó a San Lorenzo, donde al principio no tuvo mucha continuidad debido a una apendicitis de la cual tuvo que ser operado tres veces. El 2 de mayo de 2009 hizo su debut oficial en San Lorenzo, entrando como suplente ante Gimnasia y Esgrima de La Plata y convirtiendo un gol de cabeza en su primer partido para que su equipo gane 2 a 1. El 15 de septiembre de 2009 marcó un gol para su club por la Copa Nissan Sudamericana, dándole así la clasificación vs. Tigre a la siguiente ronda. Sin embargo, luego de realizar un aceptable Torneo Apertura 2009 (en el cual fue uno de los goleadores del equipo con cuatro goles) no logró consolidarse en el equipo titular y alternó buenas actuaciones con intrascendentes y malas.
En enero de 2011 pasó a préstamo a River Plate por 18 meses, y terminaría siendo el único refuerzo del club para enfrentar el Clausura 2011. Tras el descenso de River a la Primera B Nacional, convirtió su primer gol en el equipo el 5 de octubre de 2011 en una goleada 7 a 1 frente a Atlanta. Seis meses después pasó a préstamo a Argentinos Juniors.
En julio de 2012 regresó a San Lorenzo luego del préstamo. El 2 de julio de 2013, mediante Twitter, Ricardo Pini (presidente del Rangers de Talca) confirmó la llegada de Bordagaray al fútbol chileno para jugar en la Primera División de ese país. En el club no tuvo un buen campeonato, y el equipo terminó descendiendo en abril de 2014, siendo apuntado por los hinchas como uno de los culpables por su bajo rendimiento. En 2014 pasó al Levadiakos FC de la Super Liga de Grecia, donde convirtió solo un gol en nueve partidos. En 2015 firmó con Caracas Fútbol Club de la Primera División Venezolana. El 4 de marzo de ese año anotó su primer gol con el club en un encuentro contra Zamora FC que terminó 1-0.
Llegado 2016, Bordagaray quedó libre del Caracas FC y tomó rumbo al club donde debutó, Defensa y Justicia. Allí logró un nivel muy alto y se convirtió en la máxima figura del equipo en ese campeonato, marcando 10 goles en 13 partidos. El 25 de agosto de ese año fue anunciado oficialmente como nuevo jugador del Club Atlético Rosario Central.

## Estadísticas

### Clubes
| Defensa y Justicia Argentina | 2.ª                 | 2006-07             | 2   | 0  | -  | - | -  | - | 2   | 0  | 0    |
| Defensa y Justicia Argentina | 2.ª                 | 2007-08             | 11  | 2  | -  | - | -  | - | 11  | 2  | 0.18 |
| Defensa y Justicia Argentina | 1.ª                 | 2016                | 16  | 9  | 2  | 0 | -  | - | 18  | 9  | 0.5  |
| Defensa y Justicia Argentina | 1.ª                 | 2017-18             | 22  | 4  | 2  | 0 | 2  | 0 | 26  | 4  | 0.15 |
| Defensa y Justicia Argentina | 1.ª                 | 2018-19             | 1   | 0  | 1  | 0 | 6  | 0 | 8   | 0  | 0    |
| Defensa y Justicia Argentina | Total club          | Total club          | 52  | 15 | 5  | 0 | 8  | 0 | 65  | 15 | 0.23 |
| San Lorenzo Argentina | 1.ª                 | 2008-09             | 7   | 1  | -  | - | -  | - | 7   | 1  | 0.14 |
| San Lorenzo Argentina | 1.ª                 | 2009-10             | 31  | 6  | -  | - | 5  | 1 | 36  | 7  | 0.19 |
| San Lorenzo Argentina | 1.ª                 | 2010-11             | 9   | 0  | -  | - | -  | - | 9   | 0  | 0    |
| San Lorenzo Argentina | 1.ª                 | 2012-13             | 15  | 1  | 1  | 0 | -  | - | 16  | 1  | 0.06 |
| San Lorenzo Argentina | Total club          | Total club          | 62  | 8  | 1  | 0 | 5  | 1 | 68  | 9  | 0.13 |
| River Plate Argentina | 1.ª                 | 2010-11             | 6   | 0  | -  | - | -  | - | 6   | 0  | 0    |
| River Plate Argentina | 2.ª                 | 2011-12             | 2   | 1  | 0  | 0 | -  | - | 2   | 1  | 0.5  |
| River Plate Argentina | Total club          | Total club          | 8   | 1  | 0  | 0 | -  | - | 8   | 1  | 0.13 |
| Argentinos Juniors Argentina | 1.ª                 | 2011-12             | 24  | 4  | 2  | 0 | -  | - | 26  | 4  | 0.15 |
| Argentinos Juniors Argentina | Total club          | Total club          | 24  | 4  | 2  | 0 | -  | - | 26  | 4  | 0.15 |
| Rangers · Chile | 1.ª                 | 2013-14             | 27  | 4  | 0  | 0 | -  | - | 27  | 4  | 0.15 |
| Rangers · Chile | Total club          | Total club          | 27  | 4  | 0  | 0 | -  | - | 27  | 4  | 0.15 |
| Levadiakos · Grecia | 1.ª                 | 2014-15             | 8   | 0  | 2  | 2 | -  | - | 10  | 2  | 0.2  |
| Levadiakos · Grecia | Total club          | Total club          | 8   | 0  | 2  | 2 | -  | - | 10  | 2  | 0.2  |
| Caracas · Venezuela | 1.ª                 | 2014-15             | 14  | 1  | 0  | 0 | -  | - | 14  | 1  | 0.07 |
| Caracas · Venezuela | 1.ª                 | 2015                | 14  | 2  | 3  | 0 | -  | - | 17  | 2  | 0.12 |
| Caracas · Venezuela | Total club          | Total club          | 28  | 3  | 3  | 0 | -  | - | 31  | 3  | 0.1  |
| Rosario Central Argentina | 1.ª                 | 2016-17             | 15  | 2  | 3  | 1 | -  | - | 18  | 3  | 0.17 |
| Rosario Central Argentina | Total club          | Total club          | 15  | 2  | 3  | 1 | -  | - | 18  | 3  | 0.17 |
| Dorados de Sinaloa · México | 2.ª                 | C-2019              | 18  | 9  | 1  | 0 | -  | - | 19  | 9  | 0.47 |
| Dorados de Sinaloa · México | 2.ª                 | A-2019              | 12  | 3  | 1  | 0 | -  | - | 13  | 3  | 0.23 |
| Dorados de Sinaloa · México | Total club          | Total club          | 30  | 12 | 2  | 0 | -  | - | 32  | 12 | 0.38 |
| Banfield Argentina | 1.ª                 | 2019-20             | 1   | 0  | 0  | 0 | -  | - | 1   | 0  | 0    |
| Banfield Argentina | 1.ª                 | 2020                | -   | -  | 12 | 2 | -  | - | 12  | 2  | 0.17 |
| Banfield Argentina | 1.ª                 | 2021                | 5   | 0  | 2  | 0 | -  | - | 7   | 0  | 0    |
| Banfield Argentina | Total club          | Total club          | 6   | 0  | 14 | 2 | -  | - | 20  | 2  | 0.1  |
| Belgrano Argentina | 2.ª                 | 2021                | 13  | 0  | -  | - | -  | - | 13  | 0  | 0    |
| Belgrano Argentina | 2.ª                 | 2022                | 25  | 1  | 2  | 0 | -  | - | 25  | 1  | 0.04 |
| Belgrano Argentina | 1.ª                 | 2023                | 10  | 0  | 1  | 0 | -  | - | 11  | 0  | 0    |
| Belgrano Argentina | Total club          | Total club          | 48  | 1  | 3  | 0 | -  | - | 51  | 1  | 0.02 |
| Quilmes Argentina | 2.ª                 | 2024                | 29  | 2  | 1  | 0 | -  | - | 30  | 2  | 0.07 |
| Quilmes Argentina | Total club          | Total club          | 29  | 2  | 1  | 0 | -  | - | 30  | 2  | 0.07 |
| Arsenal Argentina | 2.ª                 | 2025                | 21  | 2  | -  | - | -  | - | 21  | 2  | 0.1  |
| Arsenal Argentina | Total club          | Total club          | 21  | 2  | -  | - | -  | - | 21  | 2  | 0.1  |
| Total en su carrera | Total en su carrera | Total en su carrera | 368 | 54 | 36 | 5 | 13 | 1 | 417 | 60 | 0.14 |
| (1) Las copas nacionales se refiere a la Copa Argentina, a la Copa de la Superliga Argentina, a la Copa de la Liga Profesional, a la Copa Chile, a la Copa de Grecia, a la Copa Venezuela y a la Copa México. (2) Las copas internacionales se refiere a la Copa Libertadores y a la Copa Sudamericana. (3) Media de goles por encuentro. No incluye goles en partidos amistosos. |                     |                     |     |    |    |   |    |   |     |    |      |

## Palmarés

### Campeonatos nacionales
| Título             | Club        | País      | Año     |
| ------------------ | ----------- | --------- | ------- |
| Primera B Nacional | River Plate | Argentina | 2011-12 |
| Primera Nacional   | Belgrano    | Argentina | 2022    |